# Somerton (Somerset)
Pour les articles homonymes, voir Somerton.
Somerton /ˈsʌmərtən/ est une petite ville et une paroisse civile du Somerset, en Angleterre. Bordée par la Cary (en), elle est située dans le centre du comté, à une quinzaine de kilomètres au nord-ouest de Yeovil. Administrativement, elle relève du district du South Somerset. Au recensement de 2011, elle comptait 4 697 habitants.
Bien qu'elle ait donné son nom au comté du Somerset, elle n'en est pas le chef-lieu, ce rôle étant tenu par Taunton.

## Étymologie
Somerton est un toponyme qui apparaît dans plusieurs comtés anglais. Il provient des éléments vieil-anglais sumor « été » et tūn et désigne ainsi une ferme qui n'est occupée que l'été. Celui du Somerset est attesté dans le premier quart du Xe siècle sous la forme Sumortun, puis Summertone dans le Domesday Book, compilé en 1086.

## Histoire
La Chronique anglo-saxonne inclut la plus ancienne référence à Somerton. D'après ce texte, compilé à la fin du IXe siècle au Wessex, le roi de Mercie Æthelbald s'empare de la ville en 733 au détriment du roi du Wessex Æthelheard. Située près de l'ancienne cité romaine d'Ilchester, Somerton constitue le centre administratif du comté anglo-saxon du Somerset, auquel elle donne son nom : Sumersæton désigne le district des colons (sæte) qui dépendent de Somerton. Par la suite, elle perd en importance au profit de villes comme Taunton, Frome ou Yeovil.

## Administration
La paroisse civile de Somerton relève du district du North Warwickshire et du ward de Wessex. Outre la ville de Somerton, elle comprend également les hameaux d'Etsome, Hurcot, Lower Somerton, Littleton et Midney. Au recensement de 2011, la paroisse civile comptait 4 697 habitants.
Pour les élections à la Chambre des communes du Parlement du Royaume-Uni, Somerton est rattachée à la circonscription électorale de Somerton and Frome.

## Patrimoine

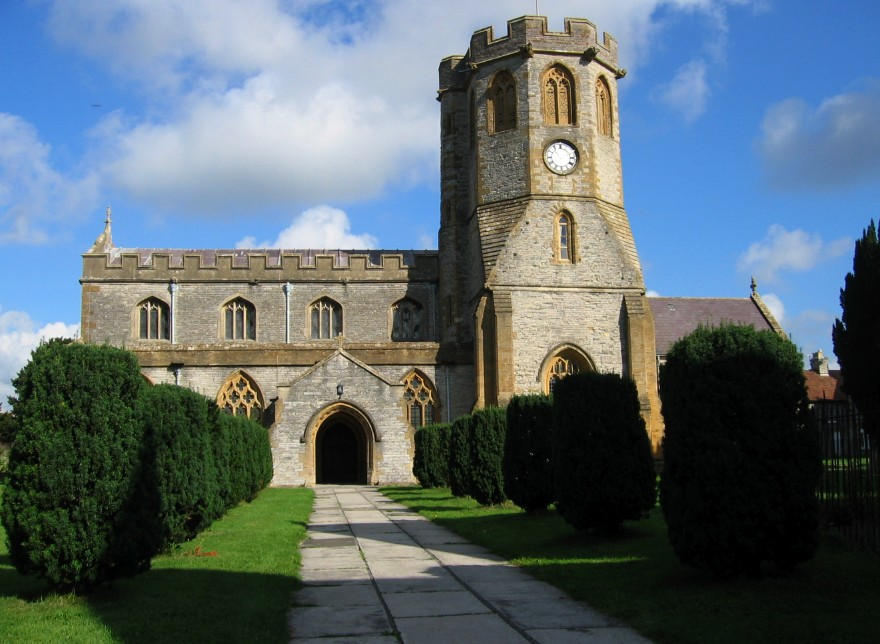
L'église de Somerton.

L'église paroissiale de Somerton est dédiée à saint Michel et à tous les anges. Construite au XIIIe siècle en pierre du Lias avec des décorations en pierre de Ham (en), elle est rénovée en profondeur au XVe siècle et restaurée en 1889, comme l'ont été de nombreuses églises d'Angleterre dans le cadre de la restauration victorienne (en). Elle constitue un monument classé de Grade I depuis 1959.

## Personnalités liées
- Le peintre Marmaduke Cradock (en) (1660-1716) est né à Somerton.
- Le théologien William Newbolt (en) (1844-1930) est né à Somerton.
- Robert Birley (en) (1903-1982), directeur du collège d'Eton de 1949 à 1962, est mort à Somerton.
- La femme d'affaires Hilary Cropper (en) (1941-2004) est morte à Somerton.

## Jumelages
- Sillé-le-Guillaume (France) depuis le 25 avril 1987[7]